# Equacions de Maxwell-Bloch
Les equacions de Maxwell-Bloch, també anomenades equacions òptiques de Bloch descriuen la dinàmica d'un sistema quàntic de dos estats que interactua amb el mode electromagnètic d'un ressonador òptic. Són anàlogues (però no equivalents en absolut) a les equacions de Bloch que descriuen el moviment del moment magnètic nuclear en un camp electromagnètic. Les equacions es poden derivar de forma semiclàssica o amb el camp completament quantificat quan es fan certes aproximacions.

## Formulació semiclàssica
La derivació de les equacions òptiques de Bloch semiclàssiques és gairebé idèntica a la resolució del sistema quàntic de dos estats (vegeu la discussió allà). No obstant això, normalment un modela aquestes equacions en una forma de matriu de densitat. El sistema que estem tractant es pot descriure mitjançant la funció d'ona:
{\displaystyle \psi =c_{g}\psi _{g}+c_{e}\psi _{e}}
{\displaystyle \left|c_{g}\right|^{2}+\left|c_{e}\right|^{2}=1}

La matriu de densitat és
{\displaystyle \rho ={\begin{bmatrix}\rho _{ee}&\rho _{eg}\\\rho _{ge}&\rho _{gg}\end{bmatrix}}={\begin{bmatrix}c_{e}c_{e}^{*}&c_{e}c_{g}^{*}\\c_{g}c_{e}^{*}&c_{g}c_{g}^{*}\end{bmatrix}}}
(altres convencions són possibles; això segueix la derivació de Metcalf (1999)). Ara es pot resoldre l'equació de moviment de Heisenberg, o traduir els resultats de la resolució de l'equació de Schrödinger en forma de matriu de densitat. S'arriba a les equacions següents, inclosa l'emissió espontània:
{\displaystyle {\frac {d\rho _{gg}}{dt}}=\gamma \rho _{ee}+{\frac {i}{2}}(\Omega ^{*}{\bar {\rho }}_{eg}-\Omega {\bar {\rho }}_{ge})}
{\displaystyle {\frac {d\rho _{ee}}{dt}}=-\gamma \rho _{ee}+{\frac {i}{2}}(\Omega {\bar {\rho }}_{ge}-\Omega ^{*}{\bar {\rho }}_{eg})}
{\displaystyle {\frac {d{\bar {\rho }}_{ge}}{dt}}=-\left({\frac {\gamma }{2}}+i\delta \right){\bar {\rho }}_{ge}+{\frac {i}{2}}\Omega ^{*}(\rho _{ee}-\rho _{gg})}
{\displaystyle {\frac {d{\bar {\rho }}_{eg}}{dt}}=-\left({\frac {\gamma }{2}}-i\delta \right){\bar {\rho }}_{eg}+{\frac {i}{2}}\Omega (\rho _{gg}-\rho _{ee})}
En la derivació d'aquestes fórmules, definim {\displaystyle {\bar {\rho }}_{ge}\equiv \rho _{ge}e^{-i\delta t}} i {\displaystyle {\bar {\rho }}_{eg}\equiv \rho _{eg}e^{i\delta t}}. També es va suposar explícitament que l'emissió espontània es descriu per una decadència exponencial del coeficient {\displaystyle \rho _{eg}(t)} amb constant de decadència {\displaystyle {\frac {\gamma }{2}}}. {\displaystyle \Omega } és la freqüència de Rabi, que és
{\displaystyle \Omega ={\vec {d_{g,e}}}\cdot {\vec {E_{0}}}/\hbar }
i {\displaystyle \delta =\omega -\omega _{0}} és la desintonització i mesura fins a quin punt la freqüència de la llum, {\displaystyle \omega }, és de la transició, {\displaystyle \omega _{0}}. Aquí, {\displaystyle {\vec {d}}_{g,e}} és el moment dipolar de transició per a {\displaystyle g\rightarrow e} transició i {\displaystyle {\vec {E}}_{0}={\hat {\epsilon }}E_{0}} és l'amplitud del camp elèctric vectorial inclosa la polarització (en el sentit {\displaystyle {\vec {E}}={\frac {\vec {E_{0}}}{2}}e^{-i\omega t}+c.c.} ).

## Aplicació: interacció àtom-làser
Dins de l'aproximació del dipol i l'aproximació d'ones rotatives, la dinàmica de la matriu de densitat atòmica, quan interacciona amb el camp làser, es descriu mitjançant l'equació òptica de Bloch, l'efecte de la qual es pot dividir en dues parts: força dipol òptica i força de dispersió.